# Rhipsalis elliptica var. helicoidea
A Rhipsalis elliptica var. helicoidea egy rendkívül problémás helyzetű, kevéssé ismert epifita kaktusz.

## Jellemzői
Problémás taxon, Ilha Grande-ből (Rio de Janeiro, Brazília) írták le, hajtásszegmensei az alapfajénál kisebbek és tengelyük körül mindig csavartak. Virága 8–9 mm átmérőjű, fehér, a termése gömbölyű rózsaszín bogyó. Barthlott & Taylor mint Rhipsalis elliptica kezelték.